# Підсрібник Пандора
Підсрібник Пандора (Argynnis pandora) — вид денних метеликів родини сонцевиків (Nymphalidae).

## Назва
Пандора — персонаж давньогрецької міфології, жінка створена Гефестом з глини, відкрила скриню наповнену різними лихами.

## Поширення
Вид поширений у Південній та Східній Європі, Північній Африці, Західній та Центральній Азії від Канарських островів до Гімалаїв. В Україні досить поширений на півдні країни та у Криму, в інших регіонах можуть траплятися мігруюючі особини.

## Опис
Довжина переднього крила 32-40 мм, розмах крил 60-75 мм. Верхня сторона крил помаранчево-вохриста з чорними округлими плямами і помітним зеленуватим відтінком. Нижня сторона передніх крил здебільшого забарвлена в персиковий колір і несе на собі чорні плями, нижня сторона задніх крил — світло-зелена з тонкими сріблястими перев'язами, які більш виражені у самиць.

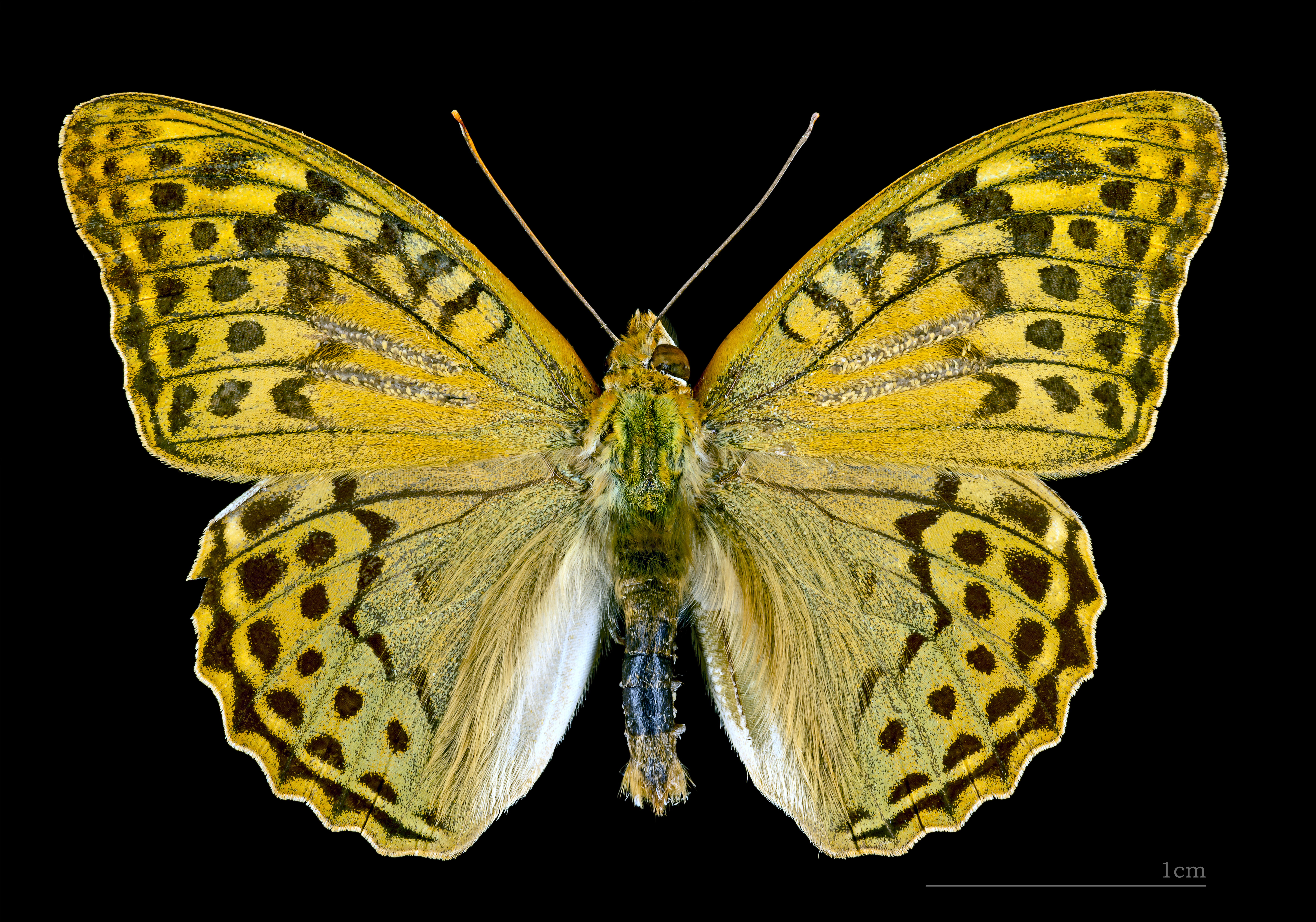
Самець, дорсальна сторона
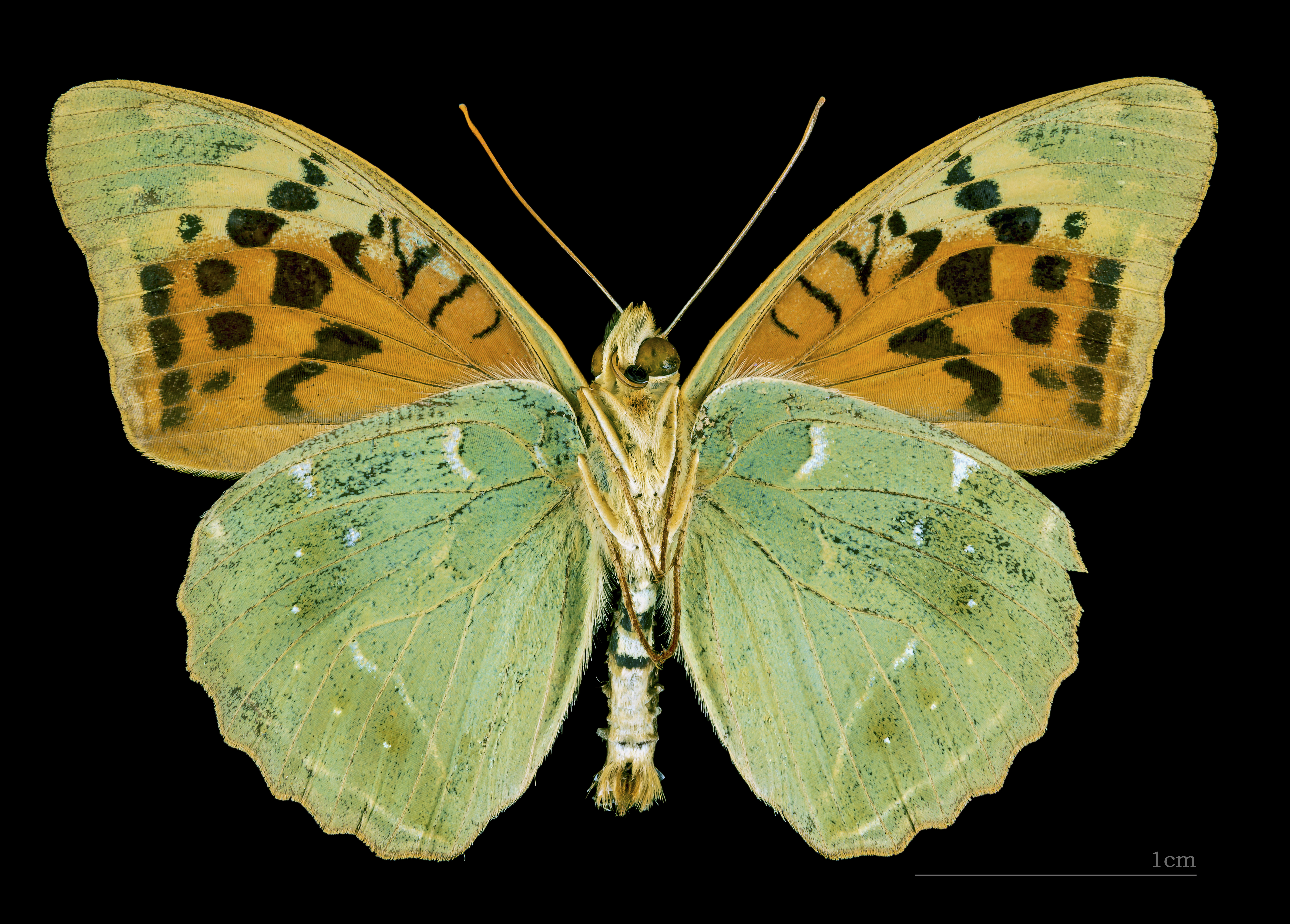
Самець, вентральна сторона
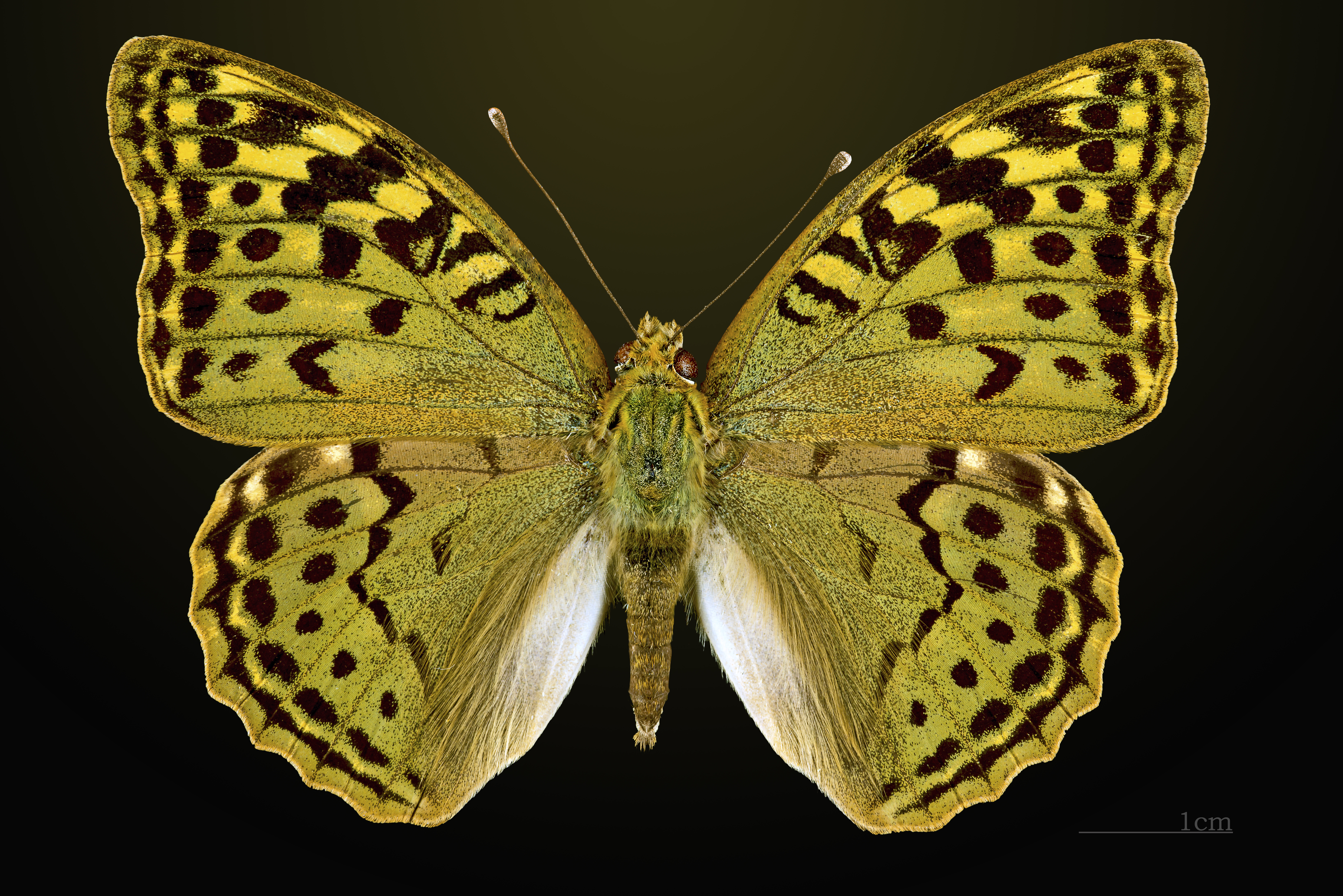
Самиця, дорсальна сторона
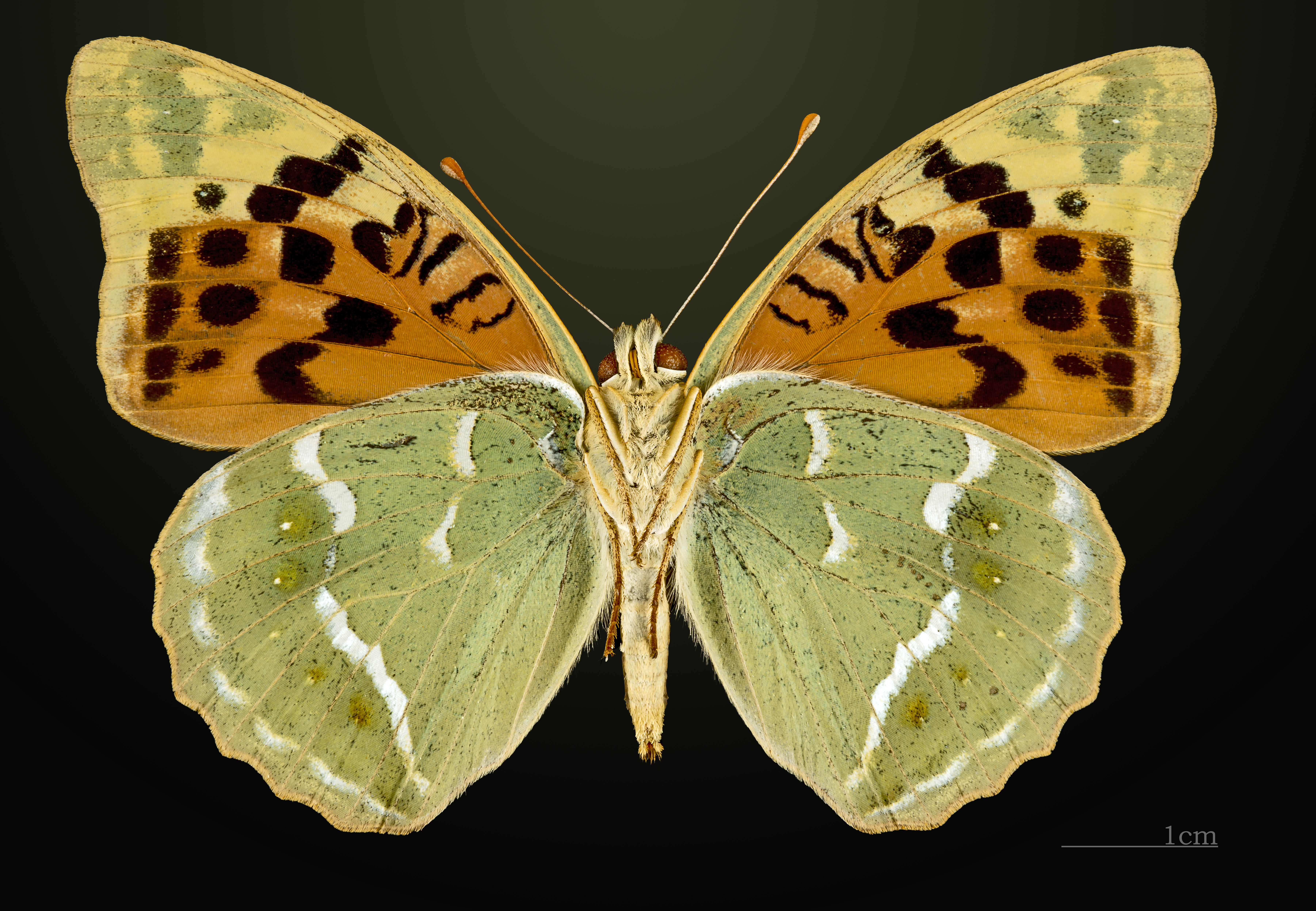
Самиця, вентральна сторона

## Спосіб життя
Населяє луки, лісові галявини, степи, галявини, береги річок, узбіччя доріг, гірські схили. Піднімається високо в гори — до висот 3000-4500 м над рівнем моря У Гімалаях. Гусінь живиться на різних видах фіалок.